# ما تشينغ سيانج
ما تشينغ سيانج (1914–1991) (بالصينية المبسطة: 马呈祥;بالصينية التقليدية: 馬呈祥;بالبينيين: Mǎ Chéngxiáng;بالويد–جيلز: Ma Chêng-hsiang;بالعربية الصينية: مَا چْع شِیْا) كان جنرالًا صينيًا مسلمًا في الجيش الوطني الثوري. وهو ابن ما تشينغ (馬慶) وابن شقيق الجنرالات ما بوكينج وما بوفانج. تزوج من ابنة ما بوكينج. قاد سلاح الفرسان من الهوي في شينجيانغ وهو جيش الفرسان الخامس. كما كان ما عضوًا متشددًا في حزب الكومينتانغ القومي الصيني. قاد ما تشينغ سيانج فرقة الفرسان الأولى في شينجيانغ، والتي كانت تتمركز سابقًا في قانسو حيث كانت تُعرف باسم جيش الفرسان الخامس.
قاد القوات الصينية المسلمة ضد جيوش الأويغور في جمهورية تركستان الشرقية الثانية أثناء تمرد إيلي وضد جيش التحرير الشعبي في شينجيانغ ونينغشيا وقانسو. تم نشر فرسانه خلال حملة نينغشيا. قاد ما تشنغ سيانج ، قائد سلاح الفرسان القومي في شينجيانغ ، 200-300 مدني وعسكري مثل الضباط والجنود وعائلاتهم الفارين من الصين للاستقرار في المملكة العربية السعودية مع عمه ما بوفانج. فرت عائلته من تشينغهاي للذهاب إلى هونغ كونغ كمحطة توقف ، ثم فرت إلى مصر.
و وفقًا لجاك تشين ، استخدم ما تشنغ سيانج سلاح الفرسان الصيني المسلم لإخماد تمرد الأويغور خلال انتفاضة عام 1948 في تورفان.
تم إرسال سلاح الفرسان الصيني المسلم من تشينغهاي من قبل الكومينتانغ الصيني لتدمير المغول والروس في عام 1947 أثناء حادثة بي تا شان.
تم تعيين ما كقائد لجميع قوات سلاح الفرسان التابعة لحركة الكومينتانغ في شينجيانغ. عندما غزا الشيوعيون شينجيانغ ، هرب ما عبر البامير في عام 1950 عبر الهند ، ثم وصل إلى مصر. في وقت لاحق ، عاد ما تشينغ سيانج إلى تايوان ، جمهورية الصين في عام 1950 ، حيث فر والده ما باكينغ. بقي ما بوفانج في مصر. استأنف وظيفته كجنرال وانتخب عضوا في اللجنة المركزية السابعة للكومينتانغ. كما أصبح نائب القائد العام لقيادة دفاع بنغهو في عام 1956 وعُين في لجنة التخطيط لاستعادة البر الرئيسي.
بينما كان ما قد فر إلى تايوان، انشق هان يوين وانضم إلى الشيوعيين. واحد من ضباط هوي ما تشنغشيانغ ، ما فوشن 馬 輔臣 ، انشق إلى الشيوعيين.
كتب هان يوين رسالة إلى ما تشينغ سيانج بعد ما يقرب من 40 عامًا من عدم الاتصال. التقى ما تشينغ سيانج هان يوين في هونغ كونغ.